# Виден (Шварцвалд)
Виден (њем. Wieden) општина је у њемачкој савезној држави Баден-Виртемберг. Једно је од 35 општинских средишта округа Лерах. Према процјени из 2010. у општини је живјело 574 становника. Посједује регионалну шифру (AGS) 8336096.

## Географски и демографски подаци
Виден се налази у савезној држави Баден-Виртемберг у округу Лерах. Општина се налази на надморској висини од 828 метара. Површина општине износи 12,2 km². У самом мјесту је, према процјени из 2010. године, живјело 574 становника. Просјечна густина становништва износи 47 становника/km².